# Епархия Санто-Доминго-эн-Эквадора
Епархия Санто-Доминго-эн-Эквадора (лат. Dioecesis Sancti Dominici in Aequatoria) — епархия Римско-католической церкви с центром в городе Санто-Доминго-де-лос-Колорадос в Эквадоре.

## Территория
Епархия включает в себя территорию провинции Санто-Доминго-де-лос-Тсачилас и восточную часть провинции Пичинча в Эквадоре. Входит в состав митрополии Портовьехо. Кафедральный собор Вознесения Господня находится в городе Санто-Доминго-де-лос-Колорадос. Территория диоцеза разделена на 58 приходов. В епархии служат 77 священников (46 приходских и 31 монашествующих), 2 диакона, 31 монах, 103 монахини.

## История
Территориальная прелатура Санто-Доминго была основана 5 января 1987 года буллой «Отцам и Пастырям» (лат. Patres atque Pastores) в святого папы Иоанна Павла II на части территории архиепархии Кито. Вначале диоцез входил в состав митрополии Кито.
25 февраля 1994 года территориальная прелатура вошла в состав митрополии Портовьехо.
8 августа 1996 года буллой «С сих последних» (лат. Cum hisce recentioribus) того же святого папы Иоанна Павла II территориальная прелатура была преобразована в епархию.
7 марта 2003 года было объявлено о строительстве нового собора, который предполагалось будет освящён в честь Иисуса – Доброго Пастыря и будет вмещать 1 200 человек. Строительные работы продолжаются до сих пор. Собор строится на средства, вырученные с помощью лотерей и на пожертвования жителей Германии и Италии. 18 июня 2008 он был освящён в честь Вознесения Господня.

## Ординарии
- Эмиль-Лоренцо Стеле[итал.] (5.1.1987 — 11.5.2002);
- Уилсон-Абраам Монкайо-Халил (11.5.2002 — 12.3.2012);

- Хулио-Сезар Теран-Дутари, S.J. (15.3.2012 — 24.3.2015), апостольский администратор;

- Бертрам-Виктор Вик-Энцлер (24.3.2015 — по настоящее время).